# Cantonul Fumay
Cantonul Fumay este un canton din arondismentul Charleville-Mézières, departamentul Ardennes, regiunea Champagne-Ardenne, Franța.

## Comune
- Fépin
- Fumay (reședință)
- Hargnies
- Haybes
- Montigny-sur-Meuse